# Atentado de Lyon de 2019
El Atentado de Lyon de 2019 tuvo lugar el 24 de mayo de 2019 en Lyon, Francia. La bomba explotó cerca de una panadería en una calle Victor-Hugo y la explosión hirió a 13 personas. Once víctimas fueron enviadas a hospitales.

## Investigación
Las autoridades abrieron una investigación para investigar el incidente como un ataque terrorista. Según los expertos, el explosivo utilizado para la bomba fue de un tipo que se ha utilizado en ataques yihadistas en Francia, como los atentados de París en noviembre de 2015.
Un sospechoso fue arrestado tres días después en una parada de autobús en Lyon y admitió ante los investigadores que llevó a cabo el bombardeo. El 20 de mayo de 2019, The New York Times informó que el sospechoso, llamado Mohamed M., dijo a los investigadores que había prometido lealtad al Estado Islámico . Según el ministro del Interior, Christophe Castaner, el sospechoso era previamente desconocido para los servicios de seguridad. Fue acusado de intento de asesinato y múltiples delitos de terrorismo.